# اتفاق العمل
اتفاق العمل هو نوع خاص من الاتفاقات في قانون العمل الألماني بين مجلس العمال ورب العمل، وهو موصوف في المادة 77 من دستور العمل الألماني. وهي تختلف عن الاتفاقات الجماعية التي تُفاوضها نقابات العمال مع أرباب العمل.